# Château Saint-Louis, Entre-Deux-Eaux
Pour les articles homonymes, voir Château Saint-Louis (Homonymie).
Le château d'Entre-Deux-Eaux est un château situé aux Riceys, en France.

## Localisation
Le château est situé sur l'île Saint-Louis de la commune des Riceys, dans le département français de l'Aube, dans une boucle de la Laignes.

## Historique
Appartenant au fief Saint-Louis, le château Entre-Deux-Eaux est dit entouré de fossés en 1520. Il était au centre des possessions de l'abbaye de Molesme dans le village ce qui a induit des rivalités fortes entre les moines et les seigneurs de St-Louis.
Une construction du XVIIIe siècle le remplace et forme un U. Sa façade néo-classique est régulière avec neuf fenêtres et sur deux niveaux.